# Suché skály
Suché skály este o arie protejată (arie specială de conservare — SAC, sit de importanță comunitară — SCI) din Republica Cehă întinsă pe o suprafață de 5,21 ha, integral pe uscat.

## Localizare
Centrul sitului Suché skály este situat la coordonatele 48°56′37″N 15°37′26″E / 48.943611°N 15.623889°E.

## Înființare
Situl Suché skály a fost declarat sit de importanță comunitară în aprilie 2005 pentru a proteja 1 specie de plante. Situl a fost protejat și ca arie specială de conservare în iulie 2012.

## Biodiversitate
Situată în ecoregiunea continentală, aria protejată conține 1 habitat natural: Pante stâncoase silicioase cu vegetație casmofită.
La baza desemnării sitului se află o specie protejată de  plante: Dianthus moravicus.